# 톈진 개발구 유도전차 1호선
톈진 개발구 유도전차 1호선(중국어: 天津开发区导轨电车1号线)은 톈진 경제기술개발구에서 운행되는 트랜스로 노면전차로, 중국과 아시아에서 처음으로 개통된 고무차륜 트램 시스템이다. 노선은 톈진 지하철 시스템의 일부로 취급되고 있다.
톈진은 과거에 철제차륜 트램 네트워크를 보유하고 있었다. 이 시스템은 점차적으로 확장되어 1933년에 116개의 트램 차량과 함께 정점을 이루었다. 그러나 전 세계의 대부분 도시처럼 전차 서비스는 비효율적이어서 1972년에 운행이 중단되었다.
전차는 2006년 톈진에서 재운행을 시작했다. 영업 운행은 2007년에 시작되었다. 표준 노면전차와 달리 트랜스로 고무차륜 LRT 시스템이 채택되었다.

## 역사
건설은 2005년에 시작되어 2007년에 일반인에게 공개된 이 노선은 7.86 km (4.88 mi)의 길이로 중국 본토에서 최초의 현대식 LRT 시스템이 되었다. 노선은 톈진 빈하이 쾌속교통고분유한공사(天津滨海快速交通发展有限公司)에서 운영한다. 계획의 총 비용은 5억 위안으로 추산되며, 그 중 1단계 공사 시험선(차량 제외)에 1억 9000만 위안이 사용된다. 전차 노선은 현지인들 사이에서 빠르게 인기를 얻었다.
톈진 개발구에서 "A 지점"에서 "B 지점"으로의 이동이 도로 교통량의 증가로 인해 느리고 어려워졌기 때문에 새로운 교통수단이 요구되었다. 톈진 개발구는 톈진에서 가장 빠른 개발 지역이다.

## 연혁
- 1972년 : 기존 전차 노선 운행을 중단하고 그 자리에 지하철 건설이 시작되었다.
- 2005년 7월 : 프랑스의 트랜스로와 톈진 빈해 쾌속교통발전유한공사(天津滨海快速交通发展有限公司)는 텐진 개발구 신교통 둥팅 로 시험선(1호선)의 전차 조달 계약 및 기술 서비스 계약을 채결했다.
- 2005년 8월 10일 : 트랜스로와 톈진 빈해 쾌속교통고분유한공사는 고무차륜 전차 조립 공장과 트랜스로 신교통공업(톈진)유한공사(劳尔新交通工业（天津）有限公司)를 설립하기 위해 2백만 유로를 공동 투자했다.[1]
- 2005년 9월 15일 : 톈진 개발구 유도전차 1호선의 1단계 공사 시험선 건설 시공.
- 2006년 12월 6일 : 톈진 개발구 유도전차 1호선 톈진 빈하이 신구 구간이 개통되고, 시운전이 실시되었다.
- 2007년 5월 10일 : 톈진 개발구 유도전차 1호선이 정식 운행을 시작했다.
- 2007년 8월 20일 : 톈진 개발구 전차가 탈선하는 사고가 일어났다.[2]
- 2011년 8월 25일 : 학원구 남역이 취소되고, 연합연구원 역 운영을 시작했다.

| 구간               | 개통일차        | 영업 길이          |
| ------------------ | --------------- | ------------------ |
| 타이다 ~ 학원구 북 | 2007년 5월 10일 | 7.860 km (4.88 mi) |

## 노선 정보
- 영업거리 - 8 km
- 개통일자 - 2007년 5월 10일
- 운행 시간 - 오전 05:30 ~ 오전 00:00
- 배차 간격 - 3분

## 철도 차량
노선의 LRV는 프랑스의 트랜스로(Translohr)에서 제조되었다. 모든 LRV는 저상 형태로, 냉방 장치가 되어 있으며, 고속으로 운행할 수 있다. 각 LRV에는 3개의 부분(Translohr STE 3)이 있다.

## 역목록 (남북순)
노선은 주로 길 중간에 있는 선로에서 운행된다. 톈진 개발구 및 대학가의 많은 대로를 통과한다. 모든 역은 섬식 승강장으로 이루어져 있다.
| 역명       | 중국어     | 영어                        | 접속 노선 | 소재지      | 타이다 제1대가 제2대가 제3대가 제4대가 제5대가 제6대가 제7대가 제9대가 제10대가 제11대가 연합연구원 학원구 학원구 북 |
|            |            |                             |           |             | 타이다 제1대가 제2대가 제3대가 제4대가 제5대가 제6대가 제7대가 제9대가 제10대가 제11대가 연합연구원 학원구 학원구 북 |
| 타이다     | 泰达       | TEDA                        | 9         | 빈하이 신구 | 타이다 제1대가 제2대가 제3대가 제4대가 제5대가 제6대가 제7대가 제9대가 제10대가 제11대가 연합연구원 학원구 학원구 북 |
| 제1대가    | 第一大街   | First Avenue                |           | 빈하이 신구 | 타이다 제1대가 제2대가 제3대가 제4대가 제5대가 제6대가 제7대가 제9대가 제10대가 제11대가 연합연구원 학원구 학원구 북 |
| 제2대가    | 第二大街   | Second Avenue               |           | 빈하이 신구 | 타이다 제1대가 제2대가 제3대가 제4대가 제5대가 제6대가 제7대가 제9대가 제10대가 제11대가 연합연구원 학원구 학원구 북 |
| 제3대가    | 第三大街   | Third Avenue                |           | 빈하이 신구 | 타이다 제1대가 제2대가 제3대가 제4대가 제5대가 제6대가 제7대가 제9대가 제10대가 제11대가 연합연구원 학원구 학원구 북 |
| 제4대가    | 第四大街   | Fourth Avenue               |           | 빈하이 신구 | 타이다 제1대가 제2대가 제3대가 제4대가 제5대가 제6대가 제7대가 제9대가 제10대가 제11대가 연합연구원 학원구 학원구 북 |
| 제5대가    | 第五大街   | Fifth Avenue                |           | 빈하이 신구 | 타이다 제1대가 제2대가 제3대가 제4대가 제5대가 제6대가 제7대가 제9대가 제10대가 제11대가 연합연구원 학원구 학원구 북 |
| 제6대가    | 第六大街   | Sixth Avenue                |           | 빈하이 신구 | 타이다 제1대가 제2대가 제3대가 제4대가 제5대가 제6대가 제7대가 제9대가 제10대가 제11대가 연합연구원 학원구 학원구 북 |
| 제7대가    | 第七大街   | Seventh Avenue              |           | 빈하이 신구 | 타이다 제1대가 제2대가 제3대가 제4대가 제5대가 제6대가 제7대가 제9대가 제10대가 제11대가 연합연구원 학원구 학원구 북 |
| 제9대가    | 第九大街   | Ninth Avenue                |           | 빈하이 신구 | 타이다 제1대가 제2대가 제3대가 제4대가 제5대가 제6대가 제7대가 제9대가 제10대가 제11대가 연합연구원 학원구 학원구 북 |
| 제10대가   | 第十大街   | Tenth Avenue                |           | 빈하이 신구 | 타이다 제1대가 제2대가 제3대가 제4대가 제5대가 제6대가 제7대가 제9대가 제10대가 제11대가 연합연구원 학원구 학원구 북 |
| 제11대가   | 第十一大街 | Eleventh Avenue             |           | 빈하이 신구 | 타이다 제1대가 제2대가 제3대가 제4대가 제5대가 제6대가 제7대가 제9대가 제10대가 제11대가 연합연구원 학원구 학원구 북 |
| 연합연구원 | 联合研究院 | International Joint Academy |           | 빈하이 신구 | 타이다 제1대가 제2대가 제3대가 제4대가 제5대가 제6대가 제7대가 제9대가 제10대가 제11대가 연합연구원 학원구 학원구 북 |
| 학원구     | 学院区     | College District            |           | 빈하이 신구 | 타이다 제1대가 제2대가 제3대가 제4대가 제5대가 제6대가 제7대가 제9대가 제10대가 제11대가 연합연구원 학원구 학원구 북 |
| 학원구 북  | 学院区北   | North of College District   |           | 빈하이 신구 | 타이다 제1대가 제2대가 제3대가 제4대가 제5대가 제6대가 제7대가 제9대가 제10대가 제11대가 연합연구원 학원구 학원구 북 |
|            |            |                             |           |             | 타이다 제1대가 제2대가 제3대가 제4대가 제5대가 제6대가 제7대가 제9대가 제10대가 제11대가 연합연구원 학원구 학원구 북 |

## 같이 보기
- 무인궤도교통
- 창춘 노면전차
- 다롄 노면전차
- 홍콩 트램
- 톈진 지하철
- 톈진 전차전등 - 1세대 트램 네트워크
- 선양 노면전차
- 장장 노면전차 - 상하이의 고무차륜 트램